# Ратліфф-Сіті (Оклахома)
Ратліфф-Сіті (англ. Ratliff City) — місто (англ. town) в США, в окрузі Картер штату Оклахома. Населення — 64 особи (2020).

## Географія
Ратліфф-Сіті розташований за координатами 34°27′9″ пн. ш. 97°31′2″ зх. д. / 34.45250° пн. ш. 97.51722° зх. д. (34.452423, -97.517348).  За даними Бюро перепису населення США в 2010 році місто мало площу 2,91 км², з яких 2,90 км² — суходіл та 0,01 км² — водойми.

## Демографія
Згідно з переписом 2010 року, у місті мешкало 120 осіб у 46 домогосподарствах у складі 36 родин. Густота населення становила 41 особа/км².  Було 58 помешкань (20/км²).
Расовий склад населення:
| - 80,8 % — білих - 10,0 % — корінних американців - 5,0 % — чорних або афроамериканців |

До двох чи більше рас належало 4,2 %. Частка іспаномовних становила 1,7 % від усіх жителів.
За віковим діапазоном населення розподілялося таким чином: 28,3 % — особи молодші 18 років, 51,7 % — особи у віці 18—64 років, 20,0 % — особи у віці 65 років та старші. Медіана віку мешканця становила 38,5 року. На 100 осіб жіночої статі у місті припадало 93,5 чоловіків;  на 100 жінок у віці від 18 років та старших — 87,0 чоловіків також старших 18 років.
Середній дохід на одне домашнє господарство  становив 45 954 долари США (медіана — 42 500), а середній дохід на одну сім'ю — 42 750 доларів (медіана — 25 000). За межею бідності перебувало 24,4 % осіб, у тому числі 34,5 % дітей у віці до 18 років та 17,9 % осіб у віці 65 років та старших.
Цивільне працевлаштоване населення становило 55 осіб. Основні галузі зайнятості: роздрібна торгівля — 30,9 %, оптова торгівля — 16,4 %, сільське господарство, лісництво, риболовля — 10,9 %, публічна адміністрація — 7,3 %.